# Maria Pisareva
Maria Gerasimovna Pisareva (en russe : Мария Герасимовна Писарева ; née le 19 avril 1933 et morte le 10 décembre 2023) est une athlète russe ex-soviétique spécialiste du saut en hauteur. Elle était licenciée au Zenit Moskva.

## Carrière

### Palmarès
| Date | Compétition           | Lieu      | Résultat | Performance |
| ---- | --------------------- | --------- | -------- | ----------- |
| 1956 | Jeux olympiques d'été | Melbourne | 2e       | 1,67 m      |

### Records
| Épreuve         | Performance | Lieu | Date |
| --------------- | ----------- | ---- | ---- |
| Saut en hauteur | 1,70 m      |      | 1956 |